# キリストの遺体
『キリストの遺体』（キリストのいたい、英: Corpse of Christ)、または、『キリストの遺体と受難具』 (キリストのいたいとじゅなんぐ、独: Der Leichnam Christi mit den Leidenswerkzeugen、英: The Body of Christ with the Instruments of Suffering）は、イタリア・バロック期のボローニャ派の巨匠アンニーバレ・カラッチが1583-1585年にキャンバス上に油彩で描いた絵画である。1967年以来、ドイツのシュトゥットガルト州立美術館に所蔵されている。

## 作品

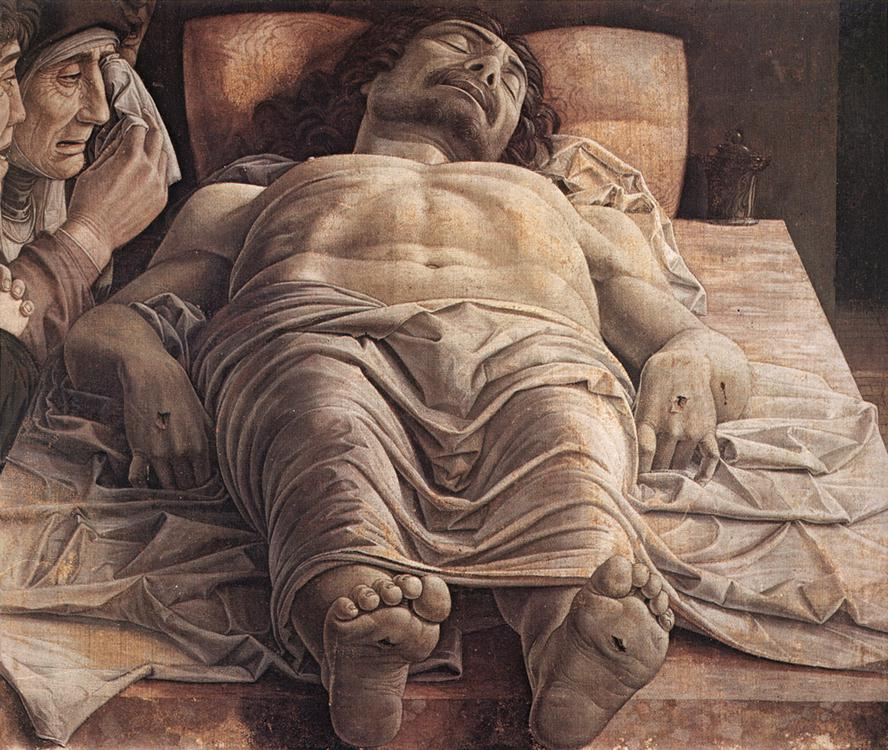
マンテーニャ『死せるキリスト』 (1475-1478年)、ブレラ美術館、ミラノ

カラッチの画業初期に制作された本作はアンドレア・マンテーニャの『死せるキリスト』 (ブレラ美術館、ミラノ) を疑いなく想起させ、『死せるキリスト』へのオマージュとなっている。おそらくカラッチは、マンテーニャの作品をアルドブランディーニ家のコレクションで見たと思われる。
カラッチは、マンテーニャ同様に足の方からの視点による前面短縮法を用いている。イエス・キリストの遺体は屈折した姿勢で横たわる姿で描かれており、衝撃的である。足元には、茨の冠、キリストの手と脚に打たれた釘、そして釘を抜くために用いられたピンセットが置かれている。これらの道具はアルマ・クリスティ、または受難具と呼ばれる。
マンテーニャとは異なり、カラッチはキリストの横に嘆き悲しむ人々を描いておらず、死体のよりリアルな描写をしている。結果的に、マンテーニャの作品よりもいっそうキリストの遺体、すなわち聖餐の視覚化に焦点が当てられているのである。